# Episode Six
Episode Six – brytyjski zespół pop-rockowy działający w latach 1964–1974.

## Historia

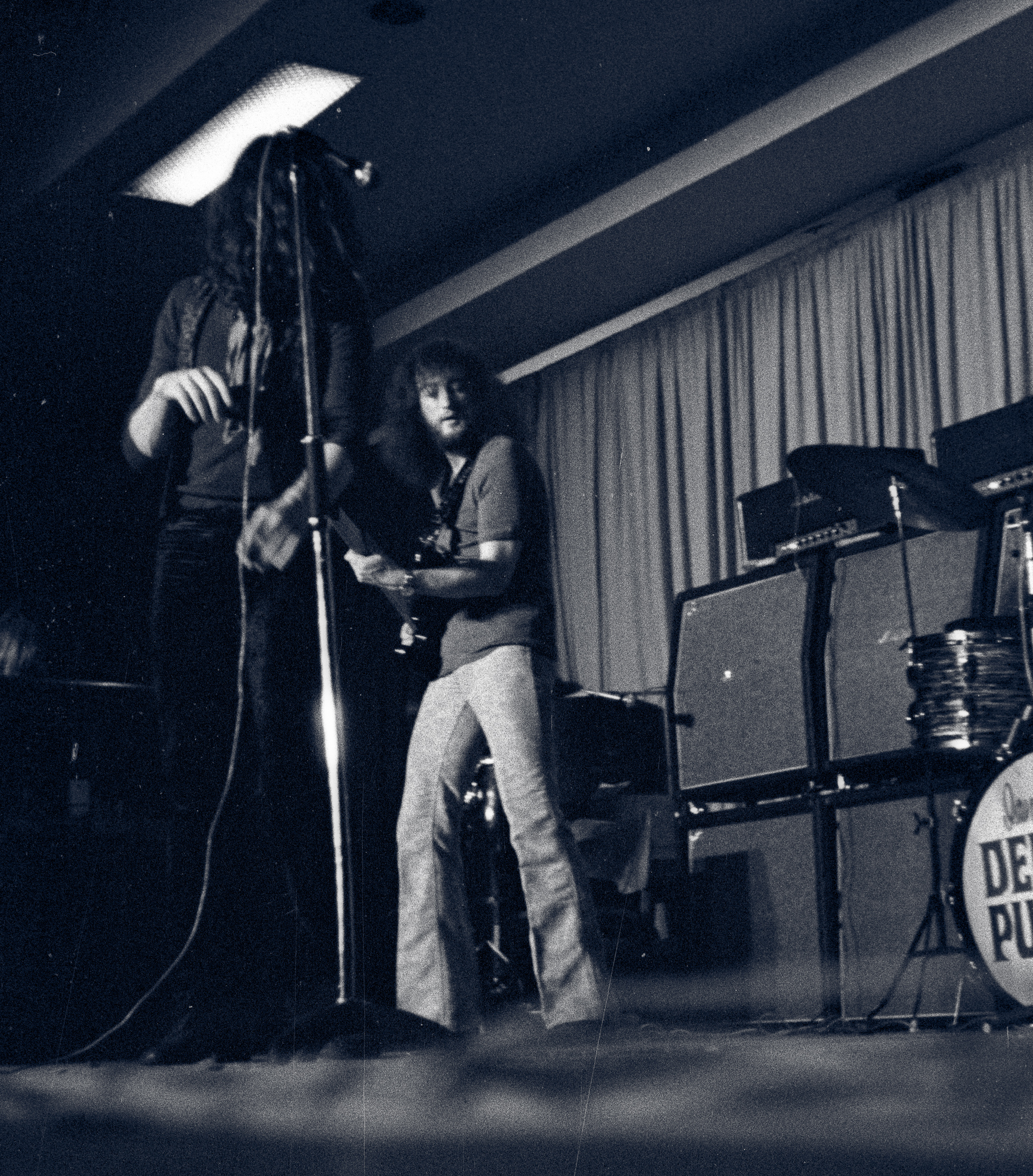
Ian Gillan i Roger Glover, byli członkowie Episode Six, jako muzycy Deep Purple (fot. 1970)

Zespół Episode Six powstał w lipcu 1964 roku w wyniku połączenia grup muzycznych The Lightnings i The Madisons, których członkowie zakończyli właśnie naukę w Harrow County Grammar School w Harrow. Ze strony pierwszej z nich w skład Episode Six weszli wokalista Andy Ross, gitarzysta i wokalista Graham Carter-Dimmock (występował również jako Graham Ross) oraz organistka i wokalistka Sheila Carter-Dimmock, siostra Grahama (występowała również jako Sheila Carter). Członkami drugiej grupy, którzy związali się z nowym zespołem byli gitarzysta Tony Lander, basista i wokalista Roger Glover (występujący również jako David Glover) i perkusista Harvey Shield. Ich menadżerem został Helmut Gordon, menadżer grupy The Tours, która przybrała potem nazwę The Who.
W kwietniu 1965 roku zespół otrzymał propozycję koncertowania przez miesiąc we frankfurckim klubie Arcadia, w związku z czym Glover zrezygnował z nauki w Hornsey College of Art. Episode Six występowało tam od godz. 19 do 3 w nocy z piętnastominutową przerwą na każdą godzinę. W trzecim tygodniu pobytu w Niemczech Glover doznał pęknięcia wyrostka robaczkowego, w wyniku czego gaża zespołu na czas jego nieobecności została obniżona.
Po powrocie do Wielkiej Brytanii zespół opuścił Ross, który w maju 1965 roku zawarł małżeństwo i porzucił karierę muzyczną. W maju bądź czerwcu jego miejsce zajął Gillan, występujący od grudnia 1964 roku z grupą Wainwright's Gentlemen, grającą w tych samych pubach i klubach co Episode Six. W tym samym czasie obowiązki Gordona, który porzucił działalność muzyczną, przejęła jego asystentka Gloria Britstow (obecna wcześniej na jednym z koncertów Wainwright's Gentlemen), a Episode Six podpisało, za pośrednictwem firmy Dick Katz/Harold Davidson Ltd, kontrakt z wytwórnią Pye Records (zespół otrzymywał 0,75% zysków ze sprzedaży płyt oraz gwarancję zysku w wysokości 30 tys. funtów do końca pierwszego roku obowiązywania kontraktu). Ku niezadowoleniu muzyków, trzy pierwsze single nagrane zostały przez muzyków sesyjnych, a członkowie Episode Six zrealizowali jedynie partie wokalne. Zespół prowadził w tym czasie zatrudniające pełnoetatową sekretarkę biuro mieszczące się przy Aylesford St. w londyńskiej dzielnicy Pimlico. Funkcjonował również fanklub wydający biuletyn. Bez porozumienia z Pye Records zespół ogłaszał się reklamami o fikcyjnych treściach takich jak: „Episode Six – (wkrótce) zagoszczą pod skrzydłami firmy Decca”.

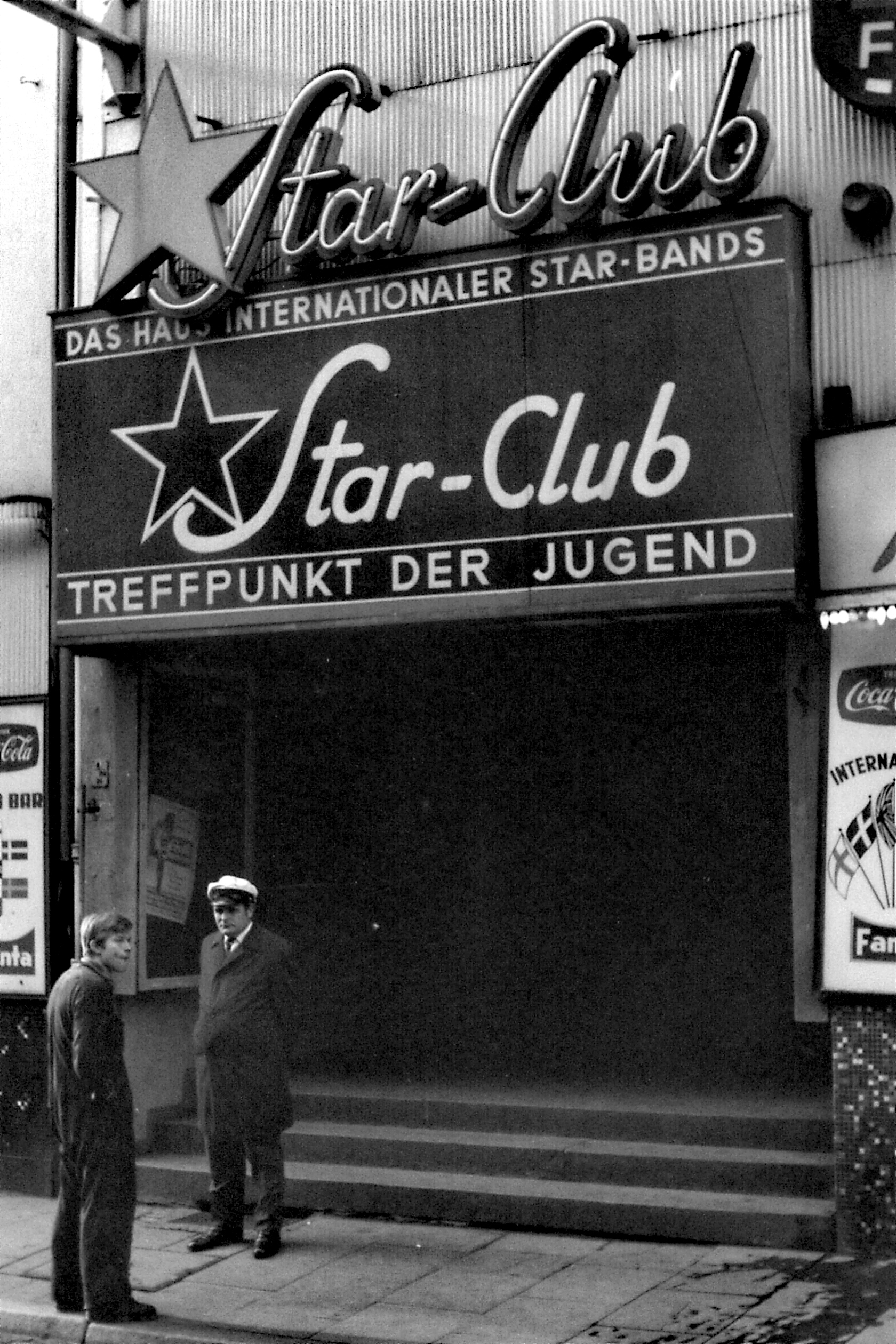
Star-Club w Hamburgu, w którym występowało Episode Six (fot. 1968)

Zespół zyskał popularność jako grupa koncertowa, występując m.in. w londyńskim klubie Establishment, podczas trasy z Dusty Springfield jesienią 1966 roku (cztery minuty podczas na początku pierwszej, oraz siedem minut na początku drugiej części występu Springfield) oraz w hamburskim klubie Star-Club (do siedmiu razy w ciągu wieczora, na pół godziny, pomiędzy innymi występami). Nie odniósł sukcesu fonograficznego poza Libanem (trzy single w Top 10), w którego stolicy koncertował w grudniu 1966 roku, kupując za honorarium mikrobus marki Commer. We wrześniu tego roku Episode Six opuścił Shield, który postanowił związać się z grecką tancerką poznaną w Bejrucie. Zastąpił go grający wcześniej w The Pirates John Kerrison, który zrezygnował w czerwcu 1968 roku. Jego miejsce zajął Mick Underwood. W drugiej połowie 1967 roku powstała stacja radiowa BBC Radio 1, a Episode Six w okresie od października 1968 do czerwca 1969 roku ośmiokrotnie występował w tamtejszej, nadawanej na żywo audycji Radio One Club, nagrywanej m.in. w londyńskim Paris Theatre. Utwory zespołu nadawane były również przez pirackie stacje radiowe Radio Caroline i Radio London, których prezenter Tony Blackburn kilkukrotnie występował z Episode Six jako wokalista. Zespół wystąpił również w programie Ready Steady Go!.
W kwietniu 1969 roku zespół przystąpił do pracy nad nigdy nieukończonym debiutanckim albumem o roboczym tytule The Stroy So Far. W tym czasie Glover skłaniał się do założenia zespołu grającego muzykę folkową. Z kolei Gillan i Underwood zamierzali grać muzykę bardziej rockową, planując zmianę wizerunku oraz nazwę Episode Six. W tym czasie Ritchie Blackmore, gitarzysta Deep Purple, poszukiwał nowego wokalisty, który zastąpiłby Roda Evansa. Underwood, grający wcześniej z Blackmorem w The Outlaws, zaproponował Gillana. Blackmore i Jon Lord obecni byli podczas koncertu Episode Six 4 czerwca 1969 roku w klubie Ivy Lodge w Woodford, pod którego koniec Blackmore dołączył do zespołu na scenie, co nie spotkało się z aprobatą Glovera. Gillan postanowił dołączyć do Deep Purple namawiając do tego samego Glovera, który czuł się jednak związany z muzykami, których znał od czasów szkolnych. W związku z odejściem wokalisty i basisty menadżerowie Deep Purple, Tony Edwards i John Colletta, wypłacili Britstow 3000 funtów.
Miejsce Gillana i Glovera zajęli Dave Lawson oraz basista Tony Dangerfield. Lander został członkiem The Confederates. Underwood zaczął grać z Quatermass, których członkami byli również klawiszowiec Pete Robinson i basista John Gustafson występujący z Episode Six w ostatnich tygodniach jego działalności. 
6 grudnia 2015 roku Glover, Shield, Lander, Gillan, Kerrison, Sheila Carter-Dimmock i Tony Reeve (producent pierwszego singla Episode Six) wystąpili przed około 80 osobami na prywatnym koncercie w północno-zachodnim Londynie z okazji 50. rocznicy nagrania „Put Yourself in My Place”. Graham Carter-Dimmock, mieszkający w Nowym Meksyku, uczestniczył w spotkaniu za pośrednictwem komunikatora internetowego.

## Dyskografia
(na podstawie materiału źródłowego)
Utwór „Gentlemen of the Park” został użyty w ścieżce dźwiękowej filmu Les Bicyclettes de Belsize wydanej przez Polydor Records w 1969.
Single
- „Put Yourself in My Place”[a] / „That's All I Want” (Pye, styczeń 1966)
- „When I Hear Trumpets Blow”[b] / „True Love Is Funny (That Way)” (Pye, kwiecień 1966)
- „Here, There and Everywhere”[c] / „Mighty Morris Ten”[d] (Pye, sierpień 1966)
- "I Will Warm Your Heart” / „Incense" (Pye, wydane jako Sheila Carter & Episode Six)
- "Love-Hate-Revenge” / „Baby, Baby, Baby" (Pye, luty 1967)
- "Morning Dew”[e] / „Sunshine Girl" (czerwiec 1967)
- "I Can See Through You” / „When I Fall In Love" (Pye, październik 1967)
- "Little One” / „Wide Smiles" (MGM, maj 1968, wydane jako Episode)
- "Lucky Sunday” / „Mr. Universe" (Chapter 1, październik 1968)
- "Mozart Versus The Rest”[f] / „Jak D'Or" (Chapter 1, styczeń 1968)

Kompilacje
- Put Yourself in My Place (PRT, 1987)
- The Roots of Deep Purple – The Complete Episode Six (Sequel, 1991)
- Episode Six Live!!! Radio 1 Club Sessions 68/69 (RPM, 1997)